# Карл Кристіан Галл
Карл Кристіан Галл (дан. Carl Christian Hall; нар. 25 лютого 1812, Копенгаген, Данія — пом. 14 серпня 1888, Фредеріксберг, Данія) — данський політичний діяч, двічі прем'єр-міністр країни.

## Життєпис
Народився в родині бондаря. У 1829–1933 роках вивчав право на батьківщині, потім упродовж багатьох років подорожував в освітніх цілях. З 1847 викладав право у Копенгагенському університеті, з 1851 — професор.
Із запровадженням у Данії парламентської системи 1848 розпочав займатись політичною діяльністю та був обраний депутатом. 1854 зайняв пост міністра віросповідань та народної просвіти в кабінеті Петера Банга. Встиг провести закони «про розторгнення Sognebaandet» (прикріплення до землі), про влаштування народних шкіл та ліквідацію обов'язкового хрещення. 1857 року очолив кабінет міністрів, залишивши за собою попередню посаду, а 1858 узяв собі ще й портфель міністра закордонних справ. Після короткої відставки 1860 знову очолив уряд та зовнішнє відомство, а 1861 також отримав пост міністра у справах Гольштейну та Лауенбургу.
З переходом трону до Кристіана IX 1863 року вийшов у відставку й під час дансько-прусської війни не займав жодних постів. У 1870–1874 роках, однак, знову був міністром віросповідань та народної просвіти, сприяв реформам у системі викладання у класичних гімназіях.